# Aneilema macrorrhizum
Aneilema macrorrhizum är en himmelsblomsväxtart som beskrevs av Thore Christian Elias Fries. Aneilema macrorrhizum ingår i släktet Aneilema och familjen himmelsblomsväxter. Inga underarter finns listade.